# Státní divadlo v Drážďanech
Státní divadlo v Drážďanech (německy Staatsschauspiel Dresden) je divadlo v Drážďanech, jehož zřizovatelem je Svobodný stát Sasko. Nachází se v centru města v hlavní divadelní budově Schauspielhausu a malé scéně Kleines Haus. Státní divadlo původně vzniklo jako nová scéna tzv. druhého Královského dvorního divadla, dnešní rekonstruované budovy Semperovy opery. V sezóně 2013/2014 navštívilo jedno ze 848 představení v drážďanském Státním divadle celkem 250 980 diváků. To odpovídá celkovému využití prostoru 80,9 %. Z těchto diváků navštívilo 65 % některé z představení v hlavní budově Schauspielhausu, 32 % scénu Kleines Haus a 3 % představení v Paláci v Großer Garten.

## Schausspielhaus („Großes Haus“)

### Mezi otevřením a druhou světovou válkou
Na počátku 20. století pojali drážďanští měšťané záměr vystavět si odpovídající reprezentativní divadlo. V roce 1909 byl založen divadelní spolek, ke kterému patřily významné osobnosti jako primátor Otto Beutler, Georg Arnhold, Karl August Lingner, Erwin Bienert a další. Divadelní spolek uhradil velkou část stavebních nákladů ve výši 2,7 milionů marek. Po různých plánech a majetkových spekulacích dalo město k dispozici pozemek u Ostra-Allee. Budova byla postavena v letech 1911–1913 Williamem Lossowem a jeho zetěm Maxem Hansem Kühnem v novobarokním a secesním stylu. Kvůli blízkosti Zwingeru byl vnější obklad stavby opatřen arkádami a barokními dekorativními prvky. Vzhledem k omezenému prostoru mezi okolními budovami bylo však nutné upustit od stavby bočního a zadního jeviště. Technický ředitel Adolf Linnebach realizoval v budově nejmodernější jevištní systém té doby s (dnes památkově chráněným) technickým zázemím, včetně velkého hydraulického zvedacího zařízení pro nový typ výsuvného pódia. Podlaha byla rozdělena na tři části, zvedací výsuvná pódia (18 x 6 metrů) bylo možno spouštět jednotlivě. Mezi nejnižším a nejvyšším bodem jeviště byla vzdálenost 12 metrů. Když bylo divadlo otevřeno, mělo na tříúrovňovém parketu kapacitu 1312 míst.
Generální ředitel drážďanského dvorního divadla Nikolaus Graf von Seebach jmenoval roku 1913 uměleckým šéfem nové scény dramaturga Karla Zeissa. Otevření „Nového královského divadla“ proběhlo 13. září 1913 s Jubilejní předehrou Carla Marii von Webera, fragmentem Robert Guiskard od Heinricha von Kleista a jednoaktovkou Die Torgauer Heide od Otto Ludwiga. K události bylo přizvána řada režisérů z celého Německého císařství, městská honorace a autoři spojení s dvorním divadlem, např. Gerhart Hauptmann, Stefan Zweig a Hugo von Hofmannsthal. Po listopadové revoluci a abdikaci saského krále bylo Královské dvorní divadlo v roce 1918 přejmenováno Saské zemské divadlo a roku 1920 na Saské státní divadlo.
Saské státní divadlo si vybral říšský dramaturg Rainer Schlösser jako místo konání 1. týdne německého říšského divadelního festivalu v květnu a červnu 1934. Patronem festivalu byl Joseph Goebbels, během festivalu město rovněž navštívil Adolf Hitler.
Ve dnech 13. 14. února bylo poničeno spojeneckými nálety stejně jako všechny ostatní divadelní budovy ve městě. Hydraulická pódia se zachovala téměř nepoškozená, neboť strojník Franz Lommatzsch je při každém poplachu prozíravě spustil do nejnižší polohy.

### Schauspielhaus vobdobí NDR

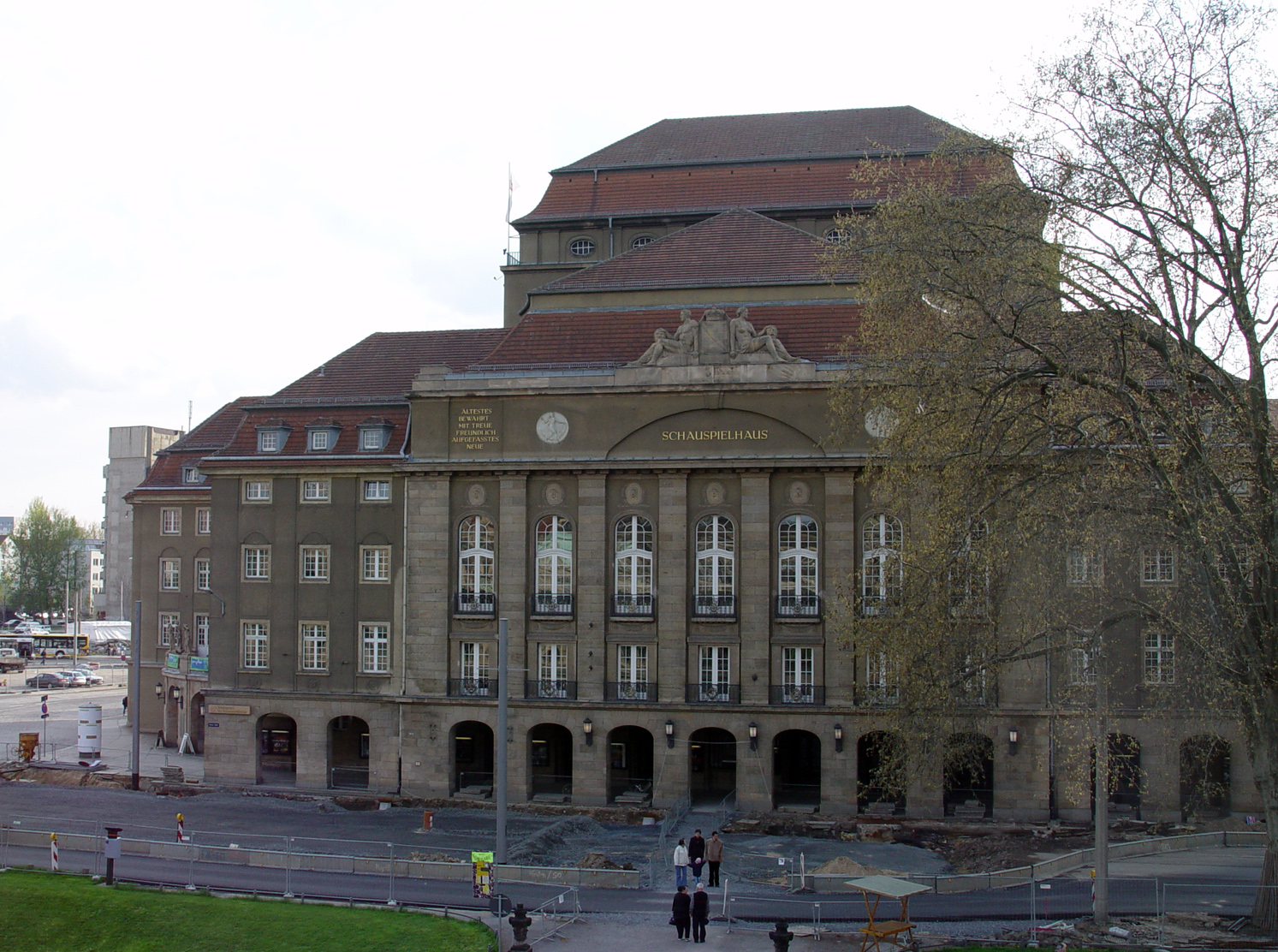
Schauspielhaus v roce 2006

Za aktivní pomoci zaměstnanců začalo v květnu 1945 odklízení sutin. V prosinci téhož roku bylo rozhodnuto o obnově a přestavbě budovy, která měla zahrnovat činohru i operu. Z trosek bylo získáno 100 000 cihel, 20 tun kovových profilů, 2000 m² rabicového pletiva a důležité části mašinérie k opětovnému použití. Za stavbu byli odpovědní stavební rada Emil Leibold (návrh) a architekt Bruno Höppner (stavební vedoucí). Vnitřek divadla byl z velké části přepracován, např. strop haly byl zvýšen a strukturován hustými řadami ohýbaných neonových trubek. Dále byl rozšířen třetí balkon a odstraněny předscénové lóže kvůli většímu otevření jeviště. Dřívější parapety již nebyly obloženy panely, ale dostaly jednotnou štukovou strukturu. Bíle omítnuté stěny byly po celé ploše obloženy plechovými prefabrikáty.
„Uvnitř má vzniknout divadlo, které odpovídá duchu a požadavkům naší nové doby […] Dnes chceme vybudovat skutečně lidové divadlo, ve kterém se každý cítí jako doma […]“
Sächsische Volkszeitung, 16. února 1946
Již od roku 1948 mohla budova složit jako Velký dům Státního divadla v Drážďanech pro operu, balet, činohru a orchestr. Slavnostní otevření se uskutečnilo 22. září 1948 s Beethovenovou operou Fidelio a 23. září 1948 hrou Simon Bolivar od Ferdinanda Brucknera. V roce 1983 došlo k administrativnímu oddělení mezi operou, baletem, Staatskapelle a činohrou. Vzniklo Státní divadlo a Státní opera v Drážďanech. Dne 13. února 1985 dostaly obě hudební složky zpět Semperovu operu, která byla opět obnovena. Schauspielhaus se tak stal výhradním divadlem svého činoherního souboru. Budova postavená ze sutin a z nedostatečných materiálů však v osmdesátých letech jevila známky opotřebení. Zvláště zchátralá střecha byla neustálou hrozbou. Opravy, které kousek po kousku záplatovaly vzniklé problémy, byly nedostatečné.

### Schauspielhaus po roce 1990

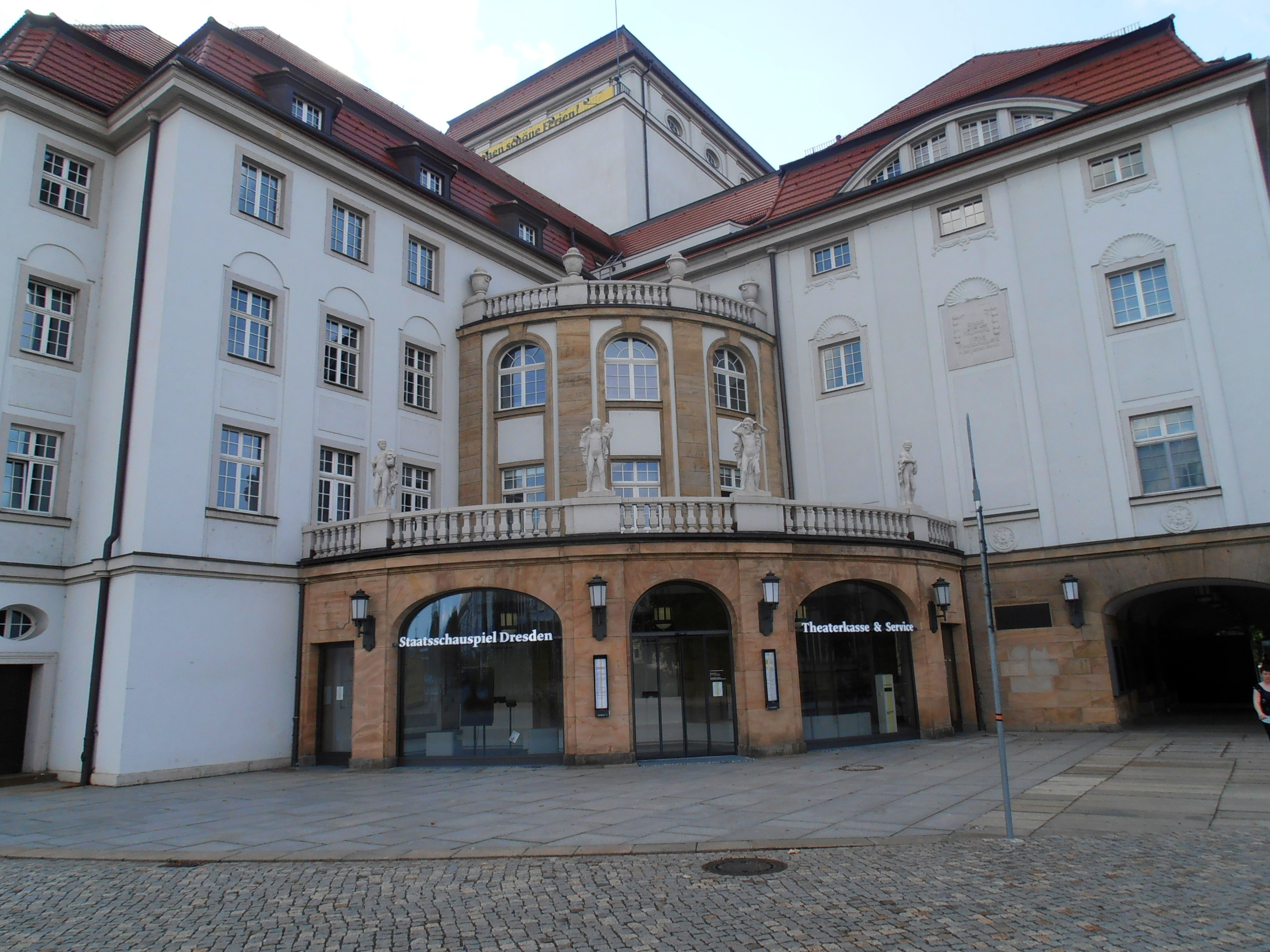
Schauspielhaus, pokladna na východní straně budovy v roce 2012

Důkladná a komplexní rekonstrukce, k níž došlo v souvislosti s odstavením největšího znečišťovatele ve městě, tepelné elektrárny Kraftwerk Mitte, byla možná až po pádu zdi. Ještě za NDR se 25. března 1991 uskutečnil první rockový koncert v historii divadla s jednorázově provedenou revue „Il Grande Silencio – Um Thron und Liebe“ od skupiny Freunde der italienischer Oper, což bylo na tu dobu považováno za odvážný experiment. Počet návštěvníků ve výši 1200 osob zde od tohoto koncertu nebyl překonán. Po FDIO následovaly skupiny a umělci jako Die Toten Hosen, Udo Lindenberg a Nina Hagen. Poté byla budova několikrát uzavřena, než tu od července 1993 do září 1995 proběhla rozsáhlá rekonstrukce. Hlediště při ní bylo obnoveno do své historické podoby z roku 1913 a jevištní mašinérie byla přizpůsobena nejnovějším technickým normám.
Během povodně v srpnu 2002 byla spodní část jeviště zaplavena vodou z Labe a z přítoku Weißeritz. V důsledku toho byla technická zařízení z časti zničena. Na začátku sezóny 2003/2004 byla všechna poškození opravena.
V roce 2007 byl zrekonstruován exteriér a fasáda byla opět natřena bílou barvou. Na začátku sezóny 2009/2010 byly mezi foyery prvního a druhého patra instalovány nové spojovací schody. Po přestavbě východního rohu budovy roku 2012 zde byl přemístěn prodej vstupenek a předplatného.
Začátkem roku 2013 se Státní opera a Státní divadlo opět spojily pod zastřešující organizaci „Saské státní divadlo“ (Sächsische Staatstheater).

## Kleines Haus

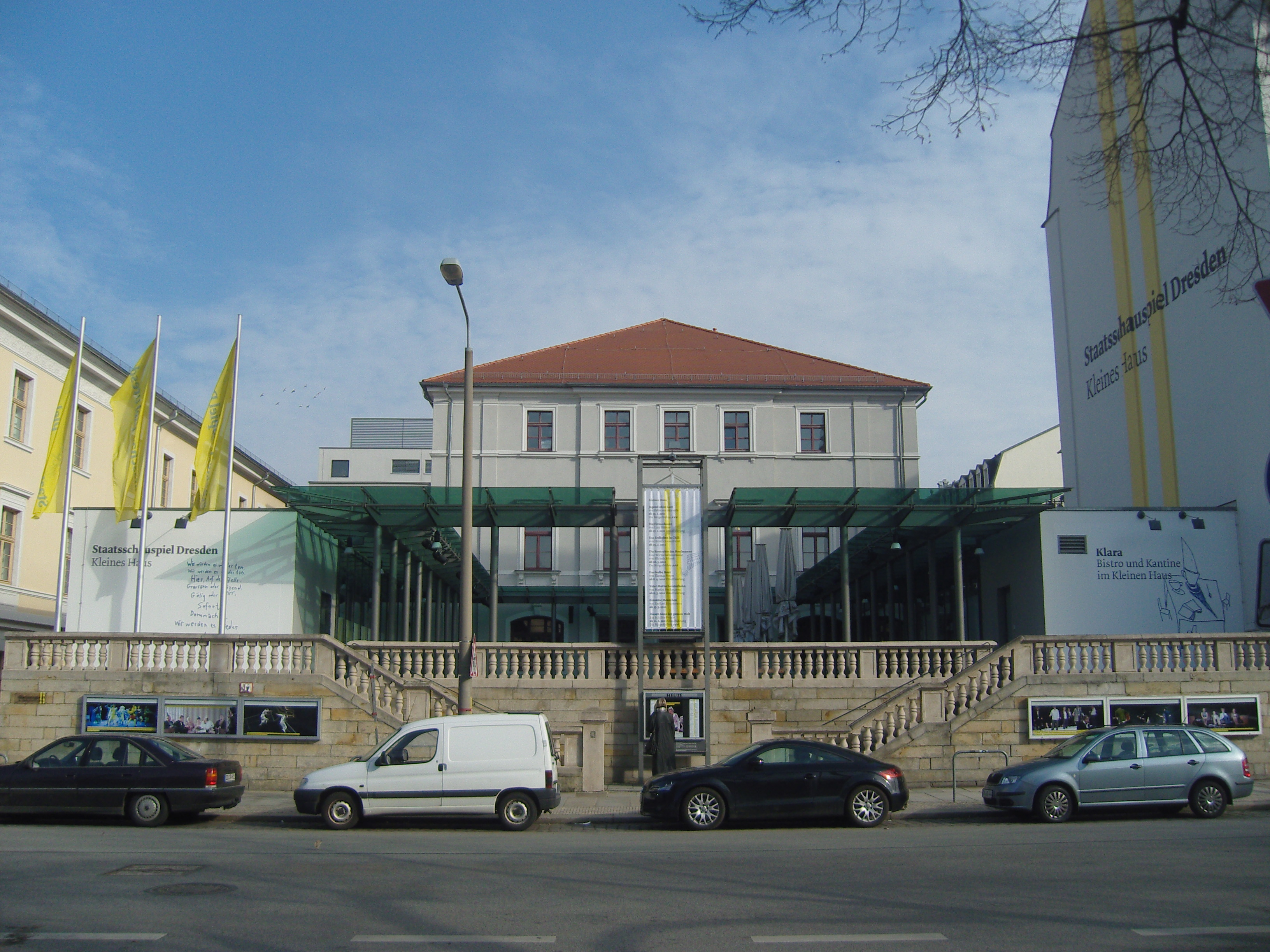
Kleines Haus v Glacisstraße 28 (2011)

Kleines Haus je stálou malou scénou Státního divadla v Drážďanech, jež se nachází ve vnitřním Neustadtu v ulici Glacisstraße. V budově byl od roku 1753 hostinec „Goldene Bretzel“, po roce 1860 byl přistavěn sál, dnešní hlediště. V letech 1864–1918 byl tento soubor budov využíván jako koncertní sál, od roku 1923 jako taneční palác „Nachtfaler“ a nakonec jako kostel pro duchovní proud tzv. Křesťanské vědy.
Se souhlasem této církevní obce se v budově mohlo 10. července 1945 uskutečnit první poválečné představení Státního divadla v Drážďanech Moudrý Nathan. Nathana hrál Erich Ponto, jenž byl do konce roku 1946 ředitelem drážďanského divadla. V roce 1951 podepsalo Státní divadlo s církevní obcí nájemní smlouvu, a od té doby budovu využívalo pro operu a činohru. Roku 1977 proběhla přestavba na divadelní účely. V letech 1987–1988 proběhly další stavební úpravy za zhruba pět milionů marek. V roce 1992 zde byla provedena protipožární opatření. O šest let později však byla budova na příkaz úřadů uzavřena. Důvodem byly statické problémy ve střešní konstrukci a ve vnějších stěnách a požární nedostatky, které se při opravě nepodařilo odstranit. Z těchto důvodů byl Kleines Haus až do roku 2002 využíván pouze jako zkušebna. Mezitím se podařilo získat potřebné finance na rozsáhlou rekonstrukci, která byla zahájena v dubnu 2003. Dne 15. ledna bylo divadlo otevřeno světovou premiérou hry Muž bez minulosti. Na začátku sezóny 2009/2010 byla na pravé straně jeviště instalována pohyblivá tribuna, která má maximální kapacitu 132 diváků a je nastavitelná do několika různých poloh.

## Intendanti

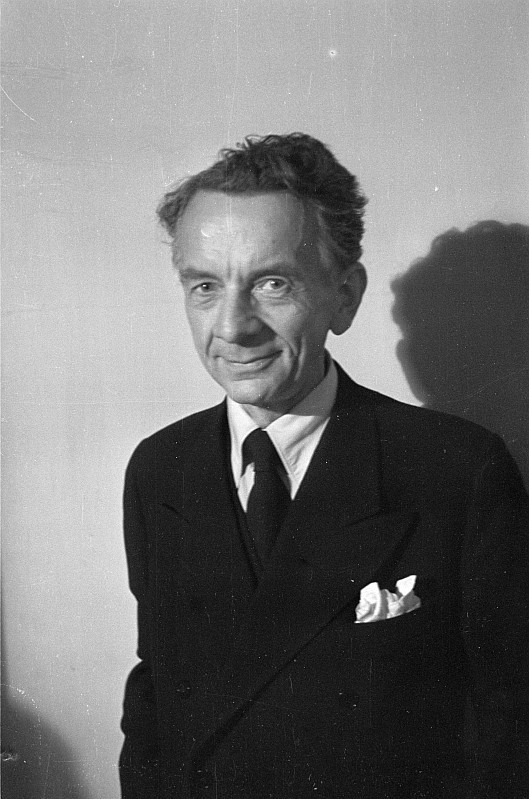
Erich Ponto (1945)

### Královské dvorní divadlo
- 1913–1918 Nikolaus Graf von Seebach

### Saské zemské divadlo
- 1918–1919 Nikolaus Graf von Seebach
- 1921–1923 Alfred Reucker, Ehrenmitglied

### Staatstheater
- 1923–1932 Alfred Reucker
- 1932–1935 Paul Adolph
- 1935–1944 Erich Gottschald
- 1945–1946 Erich Ponto, čestný člen
- leden až duben 1947 Richard Henneberg
- 1947–1949 Karl von Appen, čestný člen
- 1950–1951 Martin Hellberg, čestný člen
- 1951–1954 Karl Görs
- 1954–1961 Heinrich Allmeroth
- 1962–1966 Gerd Michael Henneberg
- 1966–1973 Hans Dieter Mäde
- 1973–1979 Fred Larondelle
- 1979–1983 Horst Seeger

### Staatsschauspiel
- 1983–1990 Gerhard Wolfram, čestný člen
- 1990–2001 Dieter Görne, čestný člen
- 2001–2009 Holk Freytag
- 2009–2016 Wilfried Schulz
- 2016–2017 Jürgen Reitzler
- od roku 2017 Joachim Klement

## Ocenění
- Pozvání k festivalu 32. Berliner Theatertreffen 1995: Ödön von Horváth: Glaube Liebe Hoffnung – Režie: Irmgard Lange
- Pozvání k festivalu 38. Berliner Theatertreffen 2001: Thomas Vinterberg/Mogens Rukov: Das Fest – Režie: Michael Thalheimer
- Pozvání k festivalu 48. Berliner Theatertreffen 2011: Friedrich Schiller: Don Carlos – Režie: Roger Vontobel
- Cena za institucionální kulturní zprostředkování 2018 od Commerzbank-Stiftung za koncept a provedení vlastního divadelního žánru tzv. Bürgerbühnen[6]
- Pozvání k festivalu 56. Berliner Theatertreffen 2019: Fjodor M. Dostojevskij: Erniedrigte und Beleidigte – Režie: Sebastian Hartmann
- Pozvání k festivalu 56. Berliner Theatertreffen 2019: Ágota Kristóf: Das große Heft – Režie: Ulrich Rasche

## Známí herci a umělci
- Marita Böhme, herečka
- Anja Brünglinghaus, herečka

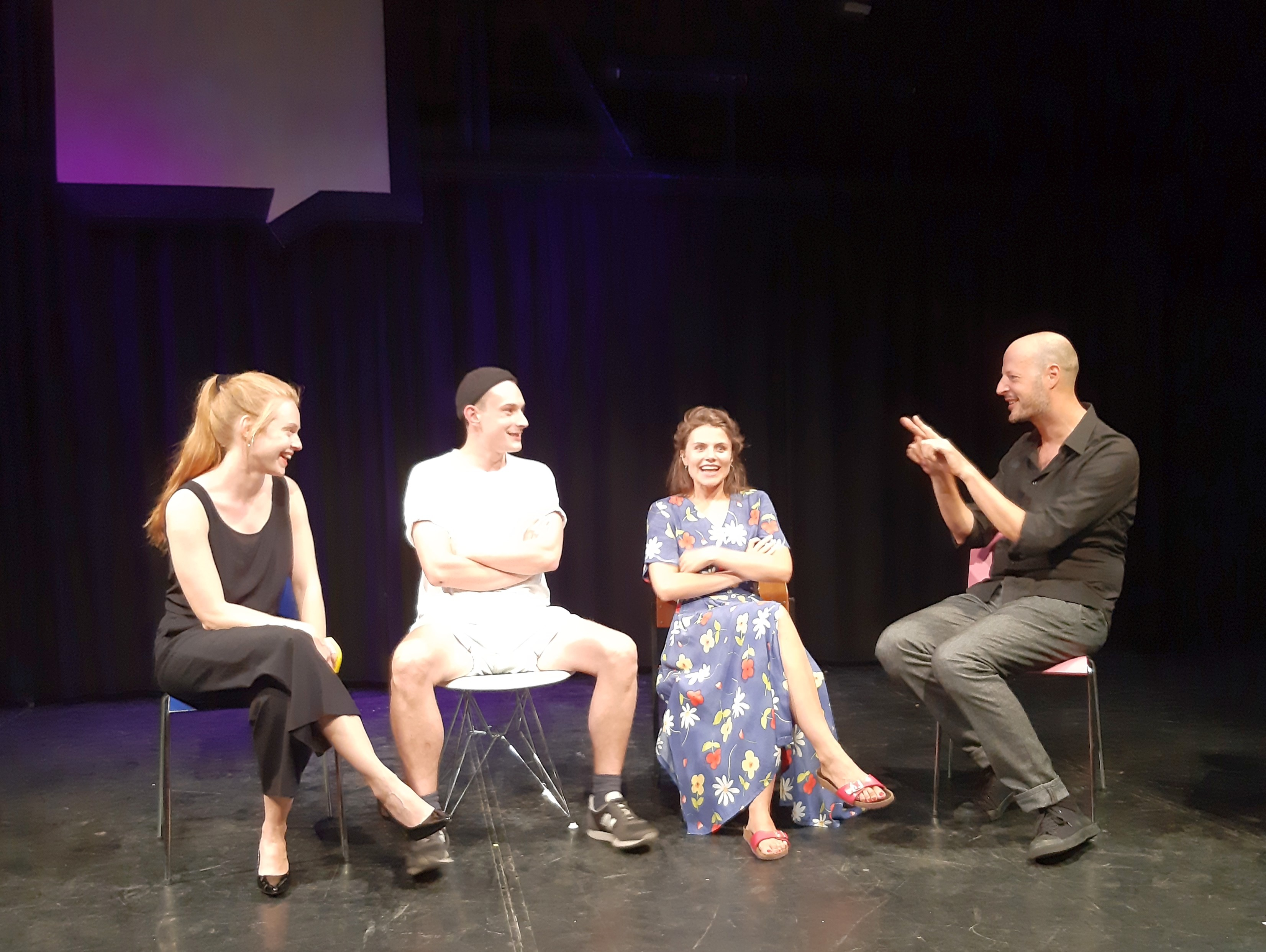
Otevření sezóny 2019/2020: Eva Hüster, Philipp Lux, Henriette Hölzel a Franziskus Claus na zkušebním jevišti

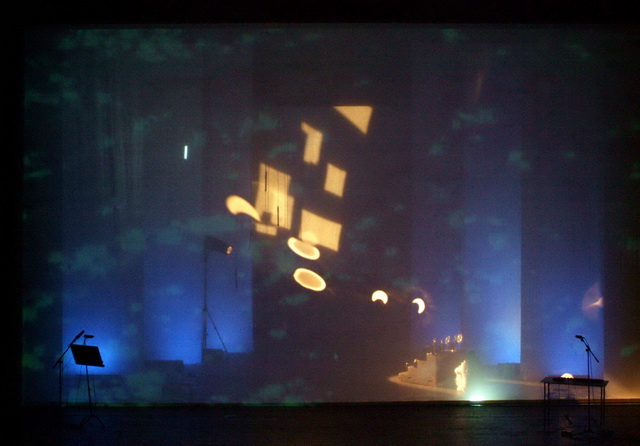
Světelná performance „Städte am Meer“, 2005. Foto: Ruairí O'Brien

- Antonia Dietrich, herečka a čestná členka
- FM Einheit, hudebník
- Wolfgang Engel, režisér, hereca a čestný člen
- Rosa Enskat, herečka
- Hans Epskamp, herec
- Christian Erdmann, herec
- Freunde der italienischen Oper, skupina
- Christian Friedel, herec, hudebník
- Justus Fritzsche, herec
- bGert Fröbe, divadelní malíř (herec)
- J. B. Gouthier, hudebník
- Peter Mario Grau, herec
- Sylvester Groth, herec
- Marie Gruber, herečka
- Janina Hartwig, herečka
- Peter Herden, herec a čestný člen
- Peter Hölzel, herec
- Rolf Hoppe, herec
- Susanne Hoss, herečka
- Walter Bruno Iltz, herec a režisér
- Nele Jung, herečka
- Friedrich-Wilhelm Junge, herec
- André Kaczmarczyk, Sherec
- Roman Knižka, dekoratér (herec)
- Klaus Dieter Kirst, režisér a čestný člen
- Tilmann Köhler, režisér
- Dietrich Körner, herec
- Horst Krause, herec
- Peter Kube, herec
- Katherina Lange, herečka
- Jonas Friedrich Leonhardi, herec
- Jan Josef Liefers, truhlář (herec)
- Werner Lieven, herec
- Matthias Luckey, herec
- Dieter Mann, herec
- Dagmar Manzel, herečka
- Roland May, herec (Generální intendant Divadla v Plauen-Zwickau)
- Lotte Meyer, herečka
- Alfons Mühlhofer, herec
- Gudrun Okras, herečka
- Tom Pauls, herec
- Paul Paulsen, herec a čestný člen
- Klaus Piontek, herec
- Erich Ponto, herec
- Matthias Reichwald, herec a režisér
- Tom Quaas, herec
- Traute Richter, herečka a čestná členka
- Clara Salbach, herečka a čestná členka
- Pierre Sanoussi-Bliss, herec
- Jenny Schaffer-Bernstein, herečka
- Claudia Schmutzler, herečka
- Horst Schönemann, režisér a herec
- Horst Schulze, herec
- Arila Siegert, tanečnice, choreografka, režisérka
- Wolfgang Sörgel, herec
- Uwe Steimle, herec
- Lissy Tempelhof, herec
- Hans Teuscher, herec
- B. K. Tragelehn, režisér
- Roger Vontobel, režisér
- Angelika Waller, herečka
- Hasko Weber, herec a režisér
- Hanns-Jörn Weber, herec
- Arno Wyzniewski, herec
- Ray van Zeschau, hudebník, herec, filmař
- Adolf Ziegler, herec
- Joachim Zschocke, herec

### Nahrávky
- 2001: „Musik in Deutschland 1950-2000“ Musik für Schauspiel, Musik zu Faust. von Johann Wolfgang von Goethe 1990 Jens Uwe Günther, Freunde der italienischen Oper (Režie Wolfgang Engel) Label: RCA/Bertelsmann
- 1991: Freunde der italienischen Oper: „Live im Schauspielhaus Dresden“
- 1989: Freunde der italienischen Oper: „Live Dresden“ (záznam živého koncertu na zkušebním jevišti III)

### Filmy
- 1986: Wir die Lieben. Filmgruppe FESA (feige sau)
- 1986: Labyrinth. FESA (feige sau)